# Умершие в феврале 1945 года
Это список известных людей, соответствующих установленным критериям значимости (см. Википедия:Критерии значимости персоналий), умерших в феврале 1945 года.
Причина смерти указывается лишь в исключительных случаях (убийство, самоубийство, гибель в результате военных действий, смертная казнь, ДТП или несчастные случаи). В остальных случаях — не указывается.

## 1 февраля
- Николай Бобков — участник Великой Отечественной войны, Герой Советского Союза.
- Пётр Богданов (24) — участник Великой Отечественной войны, Герой Советского Союза.
- Леонид Борисов — участник Великой Отечественной войны, Герой Советского Союза.
- Пётр Габровский (46) — болгарский политический деятель.
- Кирилл, князь Преславский (49) — князь Преславский, второй сын царя Болгарии Фердинанда I и Марии-Луизы Бурбон-Пармской.
- Семен Колесников (35) — советский офицер, в годы Великой Отечественной войны командир 32-й танковой бригады 29-го танкового корпуса 5-й гвардейской танковой армии.
- Виктор Кудрявцев (22) — участник Великой Отечественной войны, Герой Советского Союза.
- Василий Нибылица (34) — красноармеец Рабоче-крестьянской Красной Армии, участник Великой Отечественной войны, Герой Советского Союза.
- Егор Поданев (19) — участник Великой Отечественной войны, Герой Советского Союза.
- Александр Рухлядьев (29) — участник Великой Отечественной войны, Герой Советского Союза.
- Иса Султанов (27) — участник Великой Отечественной войны, Герой Советского Союза.
- Йохан Хёйзинга (72) — нидерландский философ, историк, исследователь культуры, профессор Гронингенского (1905—1915) и Лейденского (1915—1940) университетов.

## 2 февраля
- Калинковский, Степан Антонович (26) — Герой Советского Союза.
- Касинов, Поликарп Минович (38) — Герой Советского Союза.
- Коваленко, Сергей Анисимович (23) — Герой Советского Союза.
- Неткалиев, Ерденбек Неткалиевич (30) — Герой Советского Союза.
- Парфилов, Павел Васильевич (21) — Герой Советского Союза.
- Полетаев, Фёдор Андрианович (35) — Герой Советского Союза.
- Рубусин, Сергей Михайлович (21) — Герой Советского Союза.
- Рыбаков, Николай Степанович — Герой Советского Союза.
- Савостин, Константин Дмитриевич (26) — Герой Советского Союза.
- Селезнёв, Николай Павлович (22) — Герой Советского Союза.
- Толокнов, Борис Андреевич (22) — Герой Советского Союза.
- Фроликов, Дмитрий Георгиевич (26) — Герой Советского Союза.
- Чванов, Лаврентий Андреевич (30) — Герой Советского Союза.
- Чечулин, Иван Павлович (26) — Герой Советского Союза.

## 3 февраля
- Абатуров, Анфим Иванович — участник Великой Отечественной войны, помощник командира взвода 787-го стрелкового полка 222-й стрелковой дивизии 33-й армии 1-го Белорусского фронта, старший сержант. В бою закрыл своим телом амбразуру пулемёта.
- Вертелецкий, Пётр Михайлович — Герой Советского Союза.
- Гореглядов, Владимир Степанович (29) — Герой Советского Союза.
- Иванов, Александр Иванович — Герой Советского Союза.
- Ковалёв, Пётр Семёнович (22) — Герой Советского Союза.
- Круглов, Василий Иванович — Герой Советского Союза.
- Максютов, Сергей Павлович (19) — Герой Советского Союза.
- Опалев, Александр Алексеевич — Герой Советского Союза.
- Устинов, Александр Данилович — Герой Советского Союза.
- Фрейслер, Роланд (51) — председатель Народной судебной палаты Германии (1942—1945).
- Чекмасов, Василий Степанович — Герой Советского Союза.
- Чирков, Михаил Алексеевич — Герой Советского Союза.
- Чурсанов, Иван Михайлович (31) — Герой Советского Союза.
- Юдин, Николай Лукьянович (20) — Герой Советского Союза.

## 4 февраля
- Вирко, Сергей Васильевич — Закрыл своим телом амбразуру пулемёта.
- Востриков, Василий Дмитриевич — Герой Советского Союза.
- Загайнов, Степан Тарасович — Герой Советского Союза.
- Киселёв, Сергей Иванович (25) — Герой Советского Союза.
- Митрофанов, Фёдор Васильевич (28) — Герой Советского Союза.
- Пахомов, Григорий Фёдорович — Герой Советского Союза.
- Рыбалко, Иван Фёдорович (29) — Герой Советского Союза.
- Скворцов, Кирилл Федотович (42) — Герой Советского Союза.
- Стрелков, Спиридон Михайлович (42) — Герой Советского Союза.
- Ткачук, Иван Алексеевич (25) — Герой Советского Союза.
- Турунов, Геннадий Сергеевич (20) — Герой Советского Союза.
- Финаков, Константин Кириллович (23) — Герой Советского Союза.
- Фисенко, Владимир Акимович — полный кавалер ордена Славы.
- Чумаев, Григорий Иванович — Герой Советского Союза.

## 5 февраля
- Иван Башкиров — Герой Советского Союза.
- Александр Богомолов (25) — Герой Советского Союза.
- Юрий Горбушко (32) — старшина Рабоче-крестьянской Красной Армии, участник Великой Отечественной войны, Герой Советского Союза.
- Сергей Ильин (19) — Герой Советского Союза.
- Кучкар Каршиев — Герой Советского Союза.
- Олег Матвеев — Герой Советского Союза.
- Григорий Михеев (26) — Герой Советского Союза.
- Константин Мохов (21) — Герой Советского Союза.
- Семен Пустельников — Герой Советского Союза.
- Самуил Тапиков (29) — Герой Советского Союза.

## 6 февраля
- Бамбуров, Сергей Никонорович (30) — Герой Советского Союза.
- Викторенко, Владимир Иосифович (25) — Герой Советского Союза.
- Карпачёв, Василий Тимофеевич — Герой Советского Союза.
- Курбанов, Ахмеджан (23) — Герой Советского Союза.
- Мельников, Алексей Иванович (26) — Герой Советского Союза.
- Сергеев, Анатолий Андреевич (29) — Герой Советского Союза.
- Федоренко, Иван Сергеевич (19) — Герой Советского Союза.
- Шкапенко, Владимир Ефимович — Герой Советского Союза.

## 7 февраля
- Кошелев, Андрей Степанович — участник Великой Отечественной войны, Герой Советского Союза.
- Латкин, Николай Александрович — младший сержант Рабоче-крестьянской Красной Армии, участник Великой Отечественной войны, Герой Советского Союза.
- Назаров, Александр Александрович (19) — участник Великой Отечественной войны, Герой Советского Союза.
- Павлов, Никифор Михайлович (31) — участник Великой Отечественной войны, Герой Советского Союза.
- Попов, Роман Иванович — советский инженер-конструктор, один из создателей легендарной «Катюши».
- Шварц, Леонид Эмильевич — инженер-конструктор РНИИ.
- Шевчук, Валентин Климентьевич (23) — участник Великой Отечественной войны, Герой Советского Союза.

## 8 февраля
- Ванюшкин, Михаил Степанович (35) — участник Великой Отечественной войны, Герой Советского Союза.
- Гончаров, Пётр Иванович (21) — участник Великой Отечественной войны, Герой Советского Союза.
- Кельпш, Георгий Францевич — участник Великой Отечественной войны, Герой Советского Союза.
- Королёв, Герасим Григорьевич (20) — участник Великой Отечественной войны, Герой Советского Союза.
- Луценко, Игнат Дорофеевич (34) — старший сержант Рабоче-крестьянской Красной Армии, участник Великой Отечественной войны, Герой Советского Союза.
- Лышеня, Захар Григорьевич — старшина Рабоче-крестьянской Красной Армии, участник Великой Отечественной войны, Герой Советского Союза.
- Мозжерин, Леонид Георгиевич — участник Великой Отечественной войны.
- Очерет, Михаил Иосифович (18) — участник Великой Отечественной войны, стрелок 990-го стрелкового полка 230-й стрелковой дивизии (5-я ударная армия) 1-го Белорусского фронта, Герой Советского Союза, ефрейтор.
- Сухов, Василий Иванович (34) — участник Великой Отечественной войны, Герой Советского Союза.
- Тибуа, Шота Платонович (24) — участник Великой Отечественной войны, Герой Советского Союза.
- Фефелов, Яков Филиппович — участник Великой Отечественной войны, Герой Советского Союза.
- Целик, Кирилл Иванович (29) — участник Великой Отечественной войны, Герой Советского Союза.
- Юрченко, Николай Иванович (26) — участник Великой Отечественной войны, Герой Советского Союза.

## 9 февраля
- Гейгер, Рихард (74) — австрийский художник еврейского происхождения.
- Мыльников, Георгий Степанович (27) — участник Великой Отечественной войны, Герой Советского Союза.
- Романов, Пётр Ильич (25) — участник Великой Отечественной войны, Герой Советского Союза.
- Холодов, Иван Сидорович — участник Великой Отечественной войны, Герой Советского Союза.
- Беляев Михаил Александрович-участник Великой Отечественной войны, погиб 9 февраля 1945 в Польше.

## 10 февраля
- Автандылян, Темик Аванесович (22) — советский офицер,командир роты 545-го стрелкового полка 389-й Бердичевской стрелковой дивизии 3-й гвардейской армии 1-го Украинского фронта, старший лейтенант, Герой Советского Союза (1945, посмертно); погиб в бою.
- Байрамов, Исмаил Халилович — Герой Советского Союза.
- Клишин, Егор Захарович (25) — Герой Советского Союза.
- Майдан, Марк Степанович (31) — Герой Советского Союза.
- Норышев, Михаил Матвеевич (35) — Герой Советского Союза.
- Рабовалюк, Михаил Иванович (29) — Герой Советского Союза.
- Скрытников, Константин Александрович — Герой Советского Союза.
- Сютисте, Юхан — эстонский поэт, прозаик, драматург. Спортсмен.

## 11 февраля
- Кубышко, Георгий Иванович — участник Великой Отечественной войны, Герой Советского Союза.
- Полбин, Иван Семёнович (40) — участник Великой Отечественной войны, Герой Советского Союза.
- Прохоров, Иван Иванович (19) — участник Великой Отечественной войны, Герой Советского Союза.
- Романков, Александр Андрианович (21) — участник Великой Отечественной войны, Герой Советского Союза.
- Солтыс, Ион Сидорович (21) — участник Великой Отечественной войны, Герой Советского Союза.
- Сухацкий, Тихон Кондратьевич (42) — участник Великой Отечественной войны, Герой Советского Союза.
- Тимофеев, Василий Иванович (30) — старший сержант Рабоче-крестьянской Красной Армии, участник Великой Отечественной войны, Герой Советского Союза.
- Тихон (Лященко) — епископ Русской православной церкви заграницей, архиепископ Берлинский и Германский.
- Уразов, Ильяс (22) — участник Великой Отечественной войны, Герой Советского Союза.
- Чистов, Константин Александрович (23) — участник Великой Отечественной войны, Герой Советского Союза.

## 12 февраля
- Бунтовских, Василий Васильевич (23) — командир взвода 33-го отдельного сапёрного батальона 180-й стрелковой дивизии 38-й армии Воронежского фронта, старший лейтенант, Герой Советского Союза.
- Джумалиев, Кильмаш Дюсегалиевич — Герой Советского Союза.
- Зимин, Виктор Петрович (28) — Герой Советского Союза.
- Злотин, Григорий Борисович — Герой Советского Союза.
- Иванов, Павел Петрович (23) — Герой Советского Союза.
- Клячкивский, Дмитрий Семёнович — полковник УПА.
- Кондрин, Сергей Фёдорович (26) — майор Рабоче-крестьянской Красной Армии, участник Великой Отечественной войны, Герой Советского Союза.
- Либман, Михаил Александрович — Герой Советского Союза.
- Семенцов, Михаил Иванович (27) — Герой Советского Союза.
- Тесленко, Павел Агеевич (36) — Герой Советского Союза.
- Худяков, Виктор Леонидович — Герой Советского Союза.
- Чекаев, Кузьма Никитич (35) — Герой Советского Союза.
- Чернавских, Николай Матвеевич (23) — Герой Советского Союза.

## 13 февраля
- Гончаров, Николай Андреевич — Герой Советского Союза.
- Гуров, Константин Фролович (31) — Герой Советского Союза.
- Игошин, Александр Иванович (20) — Герой Российской Федерации.
- Кутин, Алексей Агеевич (26) — Герой Советского Союза.
- Максименко, Илья Архипович (47) — Герой Советского Союза.
- Сольд, Генриетта (84) — еврейская общественная деятельница, сионистская активистка.
- Старченков, Иван Сергеевич (21) — Герой Советского Союза.
- Шаронов, Фёдор Степанович (32) — Герой Советского Союза.

## 14 февраля
- Эмильена д’Алансон (75)— французская актриса и танцовщица.
- Будьков, Константин Александрович (28) — Герой Советского Союза.
- Воробьёв, Николай Тимофеевич — Герой Советского Союза.
- Деминов, Абдрахман Султанович (39) — крупный промышленный деятель и организатор производства, один из основателей стекольной промышленности СССР, директор Васильевского государственного стекольного завода «Победа Труда».
- Дмитриев, Филипп Дмитриевич — Герой Советского Союза.
- Косов, Даниил Александрович (27) — Герой Советского Союза.
- Купчин, Григорий Трофимович — Герой Советского Союза.
- Малюга, Николай Семёнович (26) — Герой Советского Союза.
- Могильчак, Иван Лазаревич (28) — Герой Советского Союза.
- Саип-Назаров, Райм Кошанович (21) — Полный кавалер ордена Славы.
- Толоконцев, Григорий Игнатьевич (35) — Полный кавалер ордена Славы.
- Усманов, Джурахан (22) — Герой Советского Союза.

## 15 февраля
- Арлашкин, Григорий Фадеевич (27) — Герой Советского Союза.
- Борисенко, Степан Григорьевич — Герой Советского Союза.
- Гущин, Павел Фёдорович (20) — Герой Советского Союза.
- Жабинский, Дмитрий Иванович (25) — командир эскадрильи 75-го гвардейского штурмового авиационного полка 1-й гвардейской штурмовой авиационной дивизии 8-й воздушной армии 4-го Украинского фронта, Герой Советского Союза.
- Ермак, Павел Ильич (33) — Герой Советского Союза.
- Мозжерин, Степан Фёдорович (33) — Герой Советского Союза.
- Рытиков, Леонид Иванович (29) — Герой Советского Союза.
- Теряев, Пётр Иосифович (22) — Герой Советского Союза.
- Тхоржевский, Александр Иванович (19) — Герой Советского Союза.
- Чайковский, Иосиф Ефимович (21) — Герой Советского Союза.
- Чугунов, Виктор Константинович (28) — Герой Советского Союза.

## 16 февраля
- Велисов, Григорий Никитович — Герой Советского Союза.
- Кропотов, Михаил Васильевич — Герой Советского Союза.
- Пшеничко, Алексей Леонтьевич — Герой Советского Союза.
- Ростиашвили, Шота Петрович — Герой Советского Союза.
- Уткин, Евгений Дмитриевич — Герой Советского Союза.
- Фабричнов, Василий Васильевич (19) — Герой Советского Союза.

## 17 февраля
- Бурлачук, Антон Игнатьевич — красноармеец Рабоче-крестьянской Красной Армии, участник Великой Отечественной войны, Герой Советского Союза.
- Дубов, Василий Михайлович (39) — генерал-майор Рабоче-крестьянской Красной Армии.
- Укше, Сусанна Альфонсовна (59) — русская поэтесса, переводчица.

## 18 февраля
- Андреев, Константин Павлович — полный кавалер ордена Славы.
- Гусейнкули Сарабский (45) — азербайджанский оперный певец (тенор), композитор, драматург, актёр театра, режиссёр-постановщик, музыкант (тар), народный артист Азербайджанской ССР (1932).
- Карбышев, Дмитрий Михайлович (64) — генерал-лейтенант инженерных войск, профессор Военной академии Генерального штаба, доктор военных наук, Герой Советского Союза; в числе других заключённых концлагеря Маутхаузен облит водой на морозе и погиб.
- Колбнев, Василий Фёдорович — Герой Советского Союза.
- Лейст, Фредерик (66) — австралийский художник.
- Олейников, Павел Романович — Герой Советского Союза.
- Семёнов, Иван Ильич — Герой Советского Союза.
- Храпов, Леонид Георгиевич — Герой Советского Союза.
- Черняховский, Иван Данилович (38) — дважды Герой Советского Союза.
- Щетинин, Василий Романович (27) — Герой Советского Союза.

## 19 февраля
- Беляев, Борис Владимирович — майор Рабоче-крестьянской Красной Армии, участник Великой Отечественной войны, Герой Советского Союза.
- Богданов-Бельский, Николай Петрович (76) — русский художник.
- Бурыхин, Евгений Иннокентьевич (23) — участник Великой Отечественной войны, Герой Советского Союза.
- Головкин, Василий Степанович (24) — участник Великой Отечественной войны, Герой Советского Союза.
- Дьяков, Пётр Михайлович (28) — участник Великой Отечественной войны, Герой Советского Союза.
- Карим, Фатых (36) — татарский советский поэт.
- Карташев, Константин Яковлевич (23) — участник Великой Отечественной войны, Герой Советского Союза.
- Коровин, Артём Иванович — участник Великой Отечественной войны, Герой Советского Союза.
- Кривощеков, Алексей Александрович (37) — участник Великой Отечественной войны, Герой Советского Союза.
- Мальков, Алексей Дмитриевич — участник Великой Отечественной войны, Герой Советского Союза.
- Невдахин, Александр Васильевич (20) — участник Великой Отечественной войны, Герой Советского Союза.
- Осипов, Александр Михайлович (24) — участник Великой Отечественной войны, Герой Советского Союза.
- Основин, Дмитрий Михайлович (40) — российский советский историк.
- Перетрухин, Василий Зиновьевич (29) — участник Великой Отечественной войны, Герой Советского Союза.
- Сарычев, Фёдор Кузьмич (27) — участник Великой Отечественной войны, Герой Советского Союза.
- Фурсов, Николай Дмитриевич (20) — участник Великой Отечественной войны, Герой Советского Союза.
- Шерфединов, Мухтар Сейдаметович — советский архитектор.
- Щербаков, Олег Николаевич (19) — участник Великой Отечественной войны, Герой Советского Союза.

## 20 февраля
- Иван Григорьев — участник Великой Отечественной войны, Герой Советского Союза.
- Николай Колюжный — участник Великой Отечественной войны, Герой Советского Союза.
- Пётр Комлев (23) — участник Великой Отечественной войны, Герой Советского Союза.
- Анатолий Котлов (22) — участник Великой Отечественной войны, Герой Советского Союза.
- Григорий Налимов (29) — участник Великой Отечественной войны, Герой Советского Союза.
- Василий Олбинский (30) — участник Великой Отечественной войны, Герой Советского Союза.
- Василий Разин — участник Великой Отечественной войны, Герой Советского Союза.

## 21 февраля
- Виктор Бенке (27) — участник Великой Отечественной войны, Герой Советского Союза.
- Михаил Волик (23) — лейтенант Рабоче-крестьянской Красной Армии, участник Великой Отечественной войны, Герой Советского Союза.
- Иван Заварыкин (28) — участник Великой Отечественной войны, Герой Советского Союза.
- Василий Игонин (19) — ефрейтор Рабоче-крестьянской Красной Армии, участник Великой Отечественной войны, Герой Советского Союза.
- Иван Ионин — выдающийся деятель советской медицинской науки.
- Алексей Кульбякин (28) — участник Великой Отечественной войны, Герой Советского Союза.
- Василий Новиков (23) — участник Великой Отечественной войны, Герой Советского Союза.
- Семен Погорелов (30) — участник Великой Отечественной войны, Герой Советского Союза.
- Василий Селищев (29) — участник Великой Отечественной войны, Герой Советского Союза.

## 22 февраля
- Осип Брик — российский литератор, литературовед и литературный критик.
- Фёдор Лысенко (31) — подполковник Рабоче-крестьянской Красной Армии, участник Великой Отечественной войны, Герой Советского Союза.
- Дмитрий Надёжный (71) — русский и советский военачальник, генерал-лейтенант, участник первой мировой и гражданских войн, командующий Северным фронтом Красной Армии.
- Константин Тулупов (27) — участник Великой Отечественной войны, Герой Советского Союза.
- Хабибулла Хайруллин (22) — участник Великой Отечественной войны, Герой Советского Союза.
- Хабиб Юсуфи — таджикский советский поэт.

## 23 февраля
- Богуцкий, Виктор Степанович (22) — Герой Советского Союза.
- Вишневский, Михаил Григорьевич (26) — Герой Советского Союза.
- Мазалевский, Казимир Анисонович (36) - рядовой, участник Великой Отечественной войны.
- Мамедов, Мамед Мустафа оглы — советский военнослужащий, участник Великой Отечественной войны, гвардии майор РККА.
- Маццолини, Серафино (54) — итальянский государственный и политический деятель. Граф. Гражданский комиссар королевства Черногория.
- Самсонов, Владимир Сергеевич (22) — Герой Советского Союза.
- Соловьёв, Михаил Васильевич (26) — Герой Советского Союза.
- Толстой Алексей Николаевич (62) — русский и советский писатель, граф.
- Худяков, Николай Александрович (19) — Герой Советского Союза.

## 24 февраля
- Голодных, Александр Гордеевич (23) — Полный кавалер Ордена Славы.
- Кавагути Экай (78) — японский буддийский монах.
- Костюков, Михаил Иванович — участник Великой Отечественной войны, Герой Советского Союза.
- Матвеев, Николай Степанович — участник Великой Отечественной войны, Герой Советского Союза.
- Попов, Степан Иванович (32) — участник Великой Отечественной войны, Герой Советского Союза.

## 25 февраля
- Безносков, Иван Захарович (27) — участник Великой Отечественной войны, Герой Советского Союза.
- Догаев, Владимир Иванович (23) — капитан Рабоче-крестьянской Красной Армии, участник Великой Отечественной войны, Герой Советского Союза.
- Квасников, Михаил Савельевич — участник Великой Отечественной войны, Герой Советского Союза.
- Корнев, Александр Александрович — участник Великой Отечественной войны, Герой Советского Союза.
- Куропаткин, Николай Фёдорович (29) — участник Великой Отечественной войны, Герой Советского Союза.
- Любченко, Аркадий Афанасьевич — украинский писатель-прозаик.
- Сиротин, Алексей Иванович (25) — участник Великой Отечественной войны, Герой Советского Союза.
- Чебодаев, Михаил Иванович (22) — участник Великой Отечественной войны, Герой Советского Сою

## 26 февраля
- Имангали Балтабанов (19) — Герой Советского Союза.
- Александр Борисюк — Герой Советского Союза.
- Павел Дударев — Герой Советского Союза.
- Иван Жудов (23) — Герой Советского Союза.
- Владимир Панасюк (31) — Герой Советского Союза.
- Василий Стёпин (32) — Герой Советского Союза.

## 27 февраля
- Ехлаков, Мартемьян Сарапионович — Полный кавалер Ордена Славы.
- Коршак, Алексей Игнатьевич (25) — белорусский советский поэт.
- Торнев, Иван Петрович (28) — Герой Советского Союза.

## 28 февраля
- Мустакимов, Зайнулла Мустакимович — Герой Советского Союза.
- Мякотин, Иван Михайлович — Герой Советского Союза.
- Седов, Леонид Сергеевич (19) — Герой Советского Союза.
- Шиндиков, Николай Фомич (19) — Герой Советского Союза.